# Obsidian

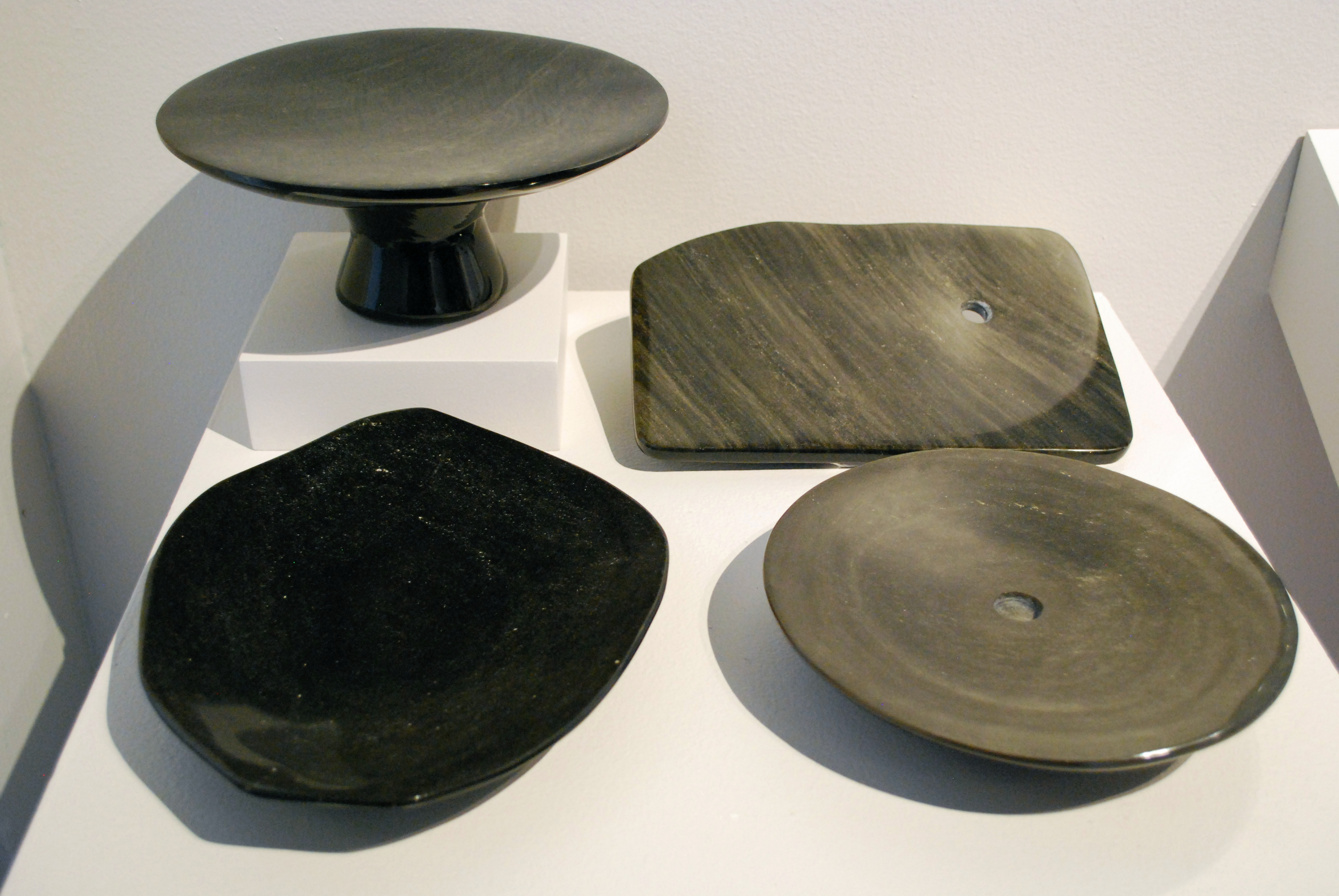
Föremål av obsidian, Museo de Arte Popular, Mexico City

Obsidian är en bergart som bildas av lava som stelnat så hastigt att någon kristallin struktur inte hunnit bildas. Ämnet har därför amorf struktur och är inget mineral. Obsidian är ett ogenomskinligt, vanligen mörkgrönt, mörkbrunt eller svart vulkaniskt glas.

## Egenskaper
Med hänsyn till strukturen kan man skilja mellan a) ren obsidian, som bildar en kompakt glasmassa, b) porfyraktig obsidian, där utfällda kristaller av mineral som sanidin, fältspat med mera ingår, c) sfärolitisk obsidian med strålig struktur, och d) blåsig obsidian, som utgör en övergång till pimpsten.
Obsidian har tydligt mussligt brott, dvs små skålformade brottytor.

## Kemisk sammansättning
Obsidianens sammansättning kan variera beroende på de lavor som den bildats av, men den innehåller alltid mycket kisel (oftast runt 70% eller högre räknat som SiO2 (kiseldioxid)) och en stor mängd alkalier samt magnesium och järn. Det finns mest kisel när sammansättningen är ryolitisk och mindre då sammansättningen är basaltisk.

## Förekomst
Obsidian har hittats på många platser som haft ryolitiska utbrott och förekommer bland annat i Yellowstone National Park, i Mexiko, Melanesien och Anatolien. I Europa förekommer obsidian i Ungern, Lipari i Italien, Melos i Grekland. I trakten av Tbilisi finns obsidianförekomster som bearbetats till smycken och andra konstföremål.
Sin största utbredning i Norden har bergarten på Island, där den kallas Hrafntinna (Korpflinta).
Nära obsidian står så kallad pärlsten eller perlit, som är klotformigt (sfäroidiskt) utsöndrad. Hit räknas även en brun, ibland gul eller röd obsidian som förekommer vid floden Marekanka i Sibirien och som kallas marekanit.

## Användning
Obsidian användes från stenåldern till vapen och verktyg, idag till skalpeller. Eggen på nyslagna bitar är nämligen mycket vass och är endast ca tre nanometer tjock. I Mexiko används den än idag för att tillverka dödsmasker, knivar och allehanda prydnadsföremål. Den svarta obsidianen som skimrar i regnbågsfärgerna är den mest eftertraktade. 

## Etymologi
Uppkallat efter Obsius som var en romersk resenär i Etiopien. Den enda källan för detta är dock Plinius den äldre, som i sin Naturalis Historia på ett enda ställe skriver att "Denna sten hittades av Obsius i Etiopien". Man vet inget vidare om denne Obsius och hans namn förvrängdes dessutom under medeltiden till Obsidius.